# 小諸義塾
小諸義塾（こもろぎじゅく）は、かつて長野県北佐久郡小諸町（現在の小諸市）にあった私塾（後に旧制中学校）である。

## 歴史
高等小学校を卒業した青年の勉学の場の必要性を痛感した佐久地方の代議士早川権弥が、木村熊二を小諸に招いて開校した。内村鑑三らが講演会を開き、島崎藤村が英語・国語の教鞭をとった。ほかに、三宅克己、丸山晩霞、鮫島晋らが教鞭をとった。柳田國男、有島生馬らも訪れた。義塾の運営は主に、生徒の月謝と、町議会・郡議会からの補助金で運営したが、財政難により閉校した。

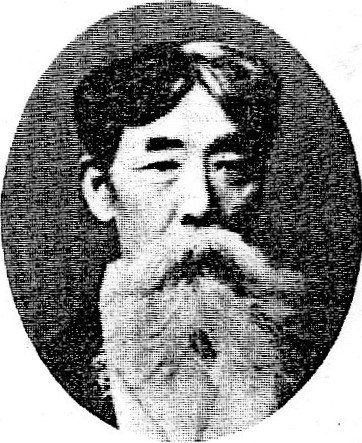
木村熊二

## 沿革

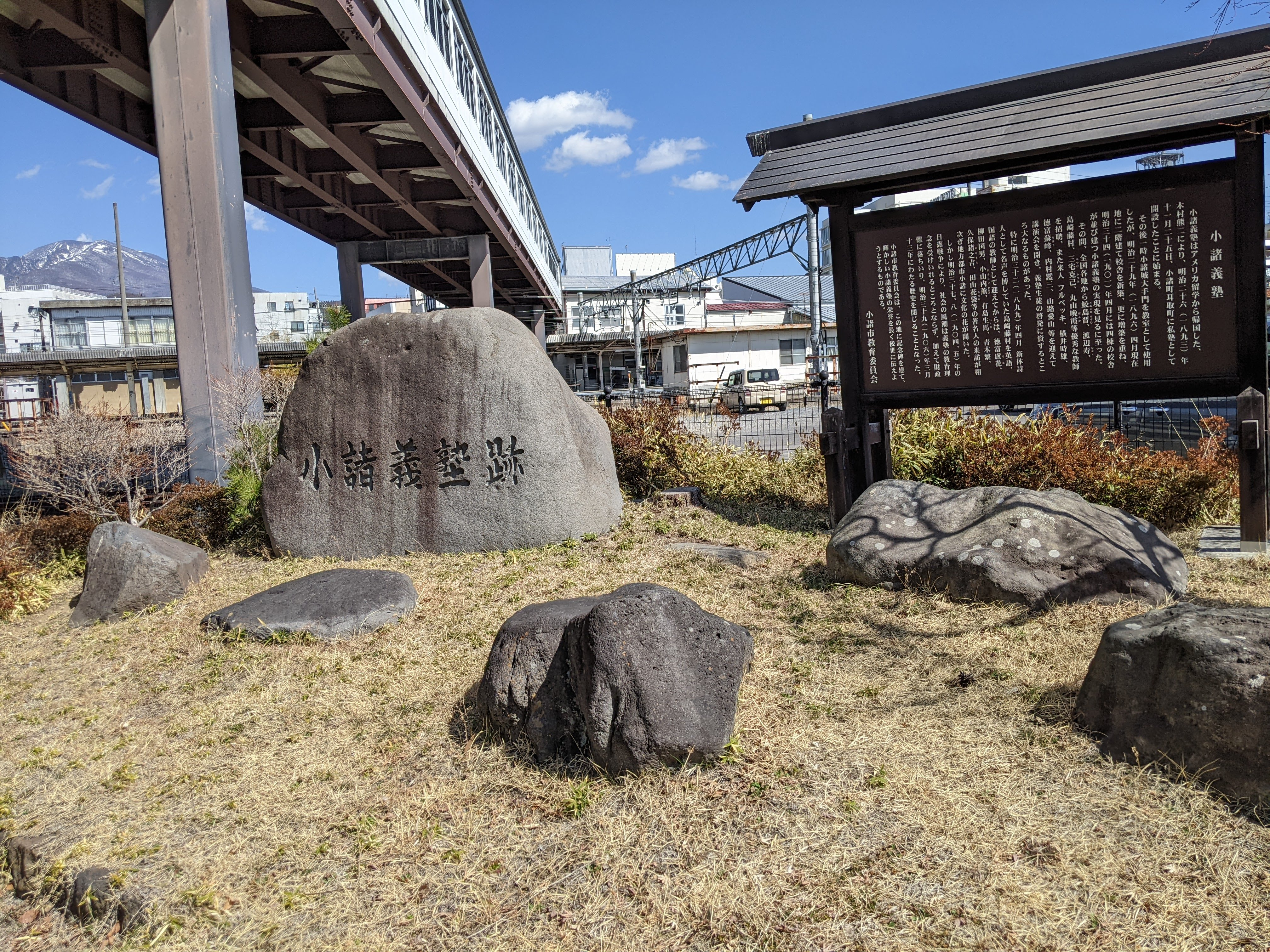
小諸義塾の跡地に立つ記念碑

- 1893年（明治26年）11月 - 木村熊二によって小諸町内耳取町に開校。
- 1894年（明治27年） - 校舎を大手門に移し、塾内に図書館を設ける。
- 1896年（明治29年） - 小諸駅南（現在跡地の碑が所在）に移転し、二階建て校舎を新築。
- 1899年（明治32年） - 旧制中学校の教育課程を実施。島崎藤村が赴任。
- 1901年（明治34年） - 女子学習舎を創立。
- 1905年（明治38年） - 島崎藤村が退職。
- 1906年（明治39年）3月 - 財政難により閉校。校舎は、小諸町立小諸商工学校（現在の長野県小諸高等学校および長野県小諸商業高等学校）に転用された。
- 1994年（平成6年） - 建物が小諸市に寄贈され、小諸市立小諸義塾記念館移築開館[1]。

## 関連文献
- 高塚暁『小諸義塾の研究--創立者木村熊二について』三一書房、1989年（平成元年）ISBN　978-4380892042
- 小山周次『小諸義塾と木村熊二先生―伝記・木村熊二 (伝記叢書(225))』大空社、1996年
  -  Komoro Gijuku to Kimura Kumaji Sensei : denki Kimura Kumaji. Shūji Koyama, 小山周次.. Tōkyō: Ōzorasha. (1996). ISBN 4-87236-524-0. OCLC 47275460